# Бетпакдаліт-CaCa
Бетпакдаліт-CaCa (названий за місцем першої знахідки в пустелі Бетпак-Дала в Центральному Казахстані, приставка CaCa відповідає характерному елементу; назву мінералу перевизначено 2010 року) — мінерал, арсенат, перший представник групи бетпакдаліту. Виявлений Л. П. Єрміловою в 1954 (по КНЕ або 1961) в вольфрамітовому родовищі Караоба.
Хімічна формула (один з варіантів): CaFe3+[As2Mo5O24]·14H2O, хімічний склад (%): CaO — 4,18; Fe2O3 — 12,30; MoO — 50,26; As2O3 — 13,94; H2O — 19.
Кристалізується в моноклінній сингонії, кристали коротко-призматичні, конвертоподібні, колір яскраво-жовтий із зеленуватим, буруватим відтінками, блиск матовий, воскоподібний, скляний, твердість за шкалою Мооса близько 3, щільність 2980-3050 кг/м3.
Бетпакдаліт-CaCa легко розчиняється в розведеній соляній кислоті. Встановлено ендотермічні ефекти при 120, 550, 700 °C, спікається при 750—850 °C, плавиться при 1000 °C.
Бетпакдаліт-CaCa поширений у верхній частині зони окислення, в тріщинах і пустотах, асоціює з ярозитом, феримолібдитом, опалом, гідрослюдою, лімонітом, гіпсом.